# Kuehneosaure
L'kuehneosaure (Kuehneosaurus) és un gènere extint de sauròpsids lepidosauromorfs de l'ordre Eolacertilia del Triàsic superior de Gran Bretanya. Feia uns 70 cm i tenia unes expansions laterals de les costelles recobertes de pell que sobresortien uns 14 cm. Està llunyanament emparentat amb els llangardaixos i tuataras actuals.
Estudis sobre l'aerodinàmica de Kuehneosaurus indiquen que probablement usava les seves "ales" a manera de paracaigudes en comptes de per planejar; la seva velocitat de caiguda, descendint a 45° des d'un arbre, seria de 10 a 12 metres per segon. Podia controlar la caiguda gràcies als alerones de l'aparell hioide, com els actuals geckos planadors del gènere Draco. Aquest mètode de desplaçament és anàleg al que usava Coelurosauravus que no guarda relació amb Kuehneosaurus.